# Качулат пингвин
Качулатият пингвин (Eudyptes schlegeli) е вид птица от семейство Пингвинови (Spheniscidae). Видът е световно застрашен, със статут Уязвим.Те са много добри катерачи. Използват острите си нокти, за да подскачат и да се захващат по стръмните скали, по които гнездят.Има два вида - северни и южни. Само северните са застрашени.

## Разпространение и местообитание
Разпространен е в Австралия и субантрактическата област.